# José Luis García Rúa
José Luis García Rúa (Gijón, 31 d'agost de 1923 - Granada, 6 de gener de 2017) va ser un filòsof anarquista. Militant de la Confederació Nacional del Treball i catedràtic emèrit de la Universitat de Granada.

## Biografia
Fill d'Emilio José García, militant de la CNT i del POUM mort en el setge d'Oviedo de 1936, en acabar la guerra civil espanyola va estar exiliat i internat al camp de concentració d'Argelers i al del Barcarés. Després tornà a Espanya. Va treballar en la construcció, en el sector del metall i en la mina asturiana. Estudià filosofia i lletres a la Universitat d'Oviedo i es doctorà en filologia per la Universitat de Salamanca. En 1955 es traslladà a Alemanya, on va exercir de lector d'espanyol a la Universitat de Mainz i es casà amb Gisela Wiedemann. En 1958 torna a Gijón i es relaciona amb mitjans anarquistes locals, raó perla qual és detingut i bandejat sovint per la policia. Va obrir una Acadèmia Obrera, que fou clausurada per les autoritats en 1965. En 1969 fundà les Comunas Revolucionarias de Acción Socialista (CRAS), que abandonà per ingressar en la CNT. Va treballar com a professor a la Universitat Laboral de Còrdova i la Universitat de Jaén. A la mort de Franco fou nomenat catedràtic de Filosofia de la Universitat de Granada. Ha estat Secretari Regional d'Andalusia en dues ocasions i Secretari General de la Confederació Nacional del Treball entre 1986 i 1990, així com director del periòdic CNT (1992-1995, 2001-2003). Va ser també Secretari General de l'Associació Internacional dels Treballadors (1997-2000).

## Aula Popular García Rúa
En 1996, un grup de persones crea una associació a Gijón a la qual donen el nom d'Aula Popular José Luis García Rúa. El seu objectiu primordial és continuar les iniciatives de cultura a nivell popular de García Rúa amb projectes citats prèviament com la societat Gesto o l'escola obrera del carrer Cura Sama. Per a això l'Aula es va marcar el repte de promoure tantes activitats de difusió cultural com fos possible. És el retrat viu de l'intel·lectual compromès i fidel a les seves idees.
Des de llavors l'Aula celebra anualment la Setmana de l'Aula Popular García Rúa, a principis de cada any, en la qual reuneix diversos actes a Gijón.
L'Aula compta amb el suport de societats com l'Ateneu Obrer de Gijón, la Societat Cultural Gijonesa, Radio Kras i Sestaferia.

## Publicacions
- De los matices del interés existencial romano hasta el siglo I de Cristo (Salamanca, 1955).
- Los matices de la interiorización en la historia helénica (Madrid, 1956).
- Sobre animus/anima en un texto de Séneca (Madrid, 1956).
- Política y pedagogía liberadora (Madrid, 1974).
- El sentido de la interioridad en Séneca (contribución al estudio del concepto de "modernidad") (Granada, 1976).
- Las ideas socialistas en Feuerbach (1985).
- El Sentido de la Naturaleza en Epicuro (1996).
- Mis Ciudades: Gijón (1993), Salamanca (2006).
- Reflexiones para la acción (3 toms). Editorial FAL (Madrid, 2008).